# USS Rhode Island (BB-17)
O USS Rhode Island foi um couraçado pré-dreadnought operado pela Marinha dos Estados Unidos e a quinta e última embarcação da Classe Virginia, depois do USS Virginia, USS Nebraska, USS Georgia e USS New Jersey. Construído no Fore River Shipyard a partir de maio de 1902, foi lançado ao mar em maio de 1904 e comissionado em fevereiro de 1906. Era armado com uma bateria principal de quatro canhões de 305 milímetros, montados em duas torres de artilharia duplas, tinha um deslocamento carregado de mais de dezesseis mil toneladas e alcançava uma velocidade máxima de dezenove nós (35 quilômetros por hora).
O Rhode Island serviu durante a maior parte de sua carreira na Frota do Atlântico, com suas principais atividades consistindo em exercícios e treinamentos de rotina. Entre 1907 e 1909 fez parte da Grande Frota Branca durante sua viagem ao redor do mundo, enquanto em 1914 foi enviado para o México a fim de proteger interesses norte-americanos durante a Revolução Mexicana. Com a entrada dos Estados Unidos na Primeira Guerra Mundial em 1917, ele foi usado em patrulhas anti-submarino próximo do litoral da Costa Leste. Foi transferido para a Frota do Pacífico em 1919, porém acabou sendo logo descomissionado em julho de 1920, sendo desmontado três anos depois.

## Projeto
O trabalho de design na classe Virginia começou em 1899, após a vitória dos Estados Unidos na Guerra Hispano-Americana, que havia demonstrado a necessidade de encouraçados adequados para operações no exterior, resolvendo finalmente o debate entre os proponentes desse tipo e aqueles que favoreciam encouraçados de borda livre baixa com uso na defesa costeira. Os projetistas incluíram um arranjo sobreposto dos canhões principais e alguns dos canhões secundários, o que provou ser uma decepção significativa em serviço, já que o disparo de qualquer conjunto de canhões interferia nos outros, diminuindo a cadência de tiro.
O Rhode Island tinha 134,49 metros de comprimento total e tinha uma boca de 23 metros e um calado de sete metros. Ele deslocava 15 188 toneladas conforme projetado e até 16 352 toneladas em plena carga. O navio era movido por motores a vapor de expansão tripla de dois eixos avaliados em 19 mil cavalos de potência, com vapor fornecido por vinte caldeiras Babcox & Wilcox movidas a carvão. O sistema de propulsão lhe proporcionava uma velocidade máxima de dezenove nós (35 quilômetros por hora). Como construído, ele foi equipado com mastros militares pesados, mas estes foram rapidamente substituídos por equivalentes treliçados em 1909. Ele tinha uma tripulação de 812 oficiais e praças.
O navio estava armado com uma bateria principal de quatro canhões Mark IV de 305 milímetros, com 40 calibres de comprimento, em duas torres gêmeas na linha central, uma à frente e uma à ré. A bateria secundária consistia em oito canhões de 203 milímetros, com 45 calibres de comprimento, e doze canhões de 152 milímetros, com 50 calibres de comprimento. Os canhões de 203 milímetros foram montados em quatro torres gêmeas; duas delas foram sobrepostas no topo das torres da bateria principal, com as outras duas torres lado a lado com o funil dianteiro. Os canhões de 152 milímetros foram colocados em casamatas no casco. Para defesa de curto alcance contra barcos torpedeiros, ele carregava doze canhões de 76 milímetros, com 50 calibres de comprimento, montados em casamatas ao longo da lateral do casco e doze canhões de 3 libras. Como era padrão para os navios capitais da época, o Rhode Island carregava quatro tubos de torpedos de 533 milímetros, submersos em seu casco na lateral.
O cinturão blindado do Rhode Island tinha 279 milímetros de espessura sobre os paióis e espaços de máquinas e 152 milímetros em outros lugares. As faces das torres de canhão da bateria principal (e das torres secundárias em cima delas) possuíam 305 milímetros de espessura. Cada torre repousava sobre uma barbeta de apoio que tinha 254 milímetros de blindagem. A torre de comando tinha 229 milímetros em seus lados.

## Histórico de serviço

### Início de carreira e Grande Frota Branca

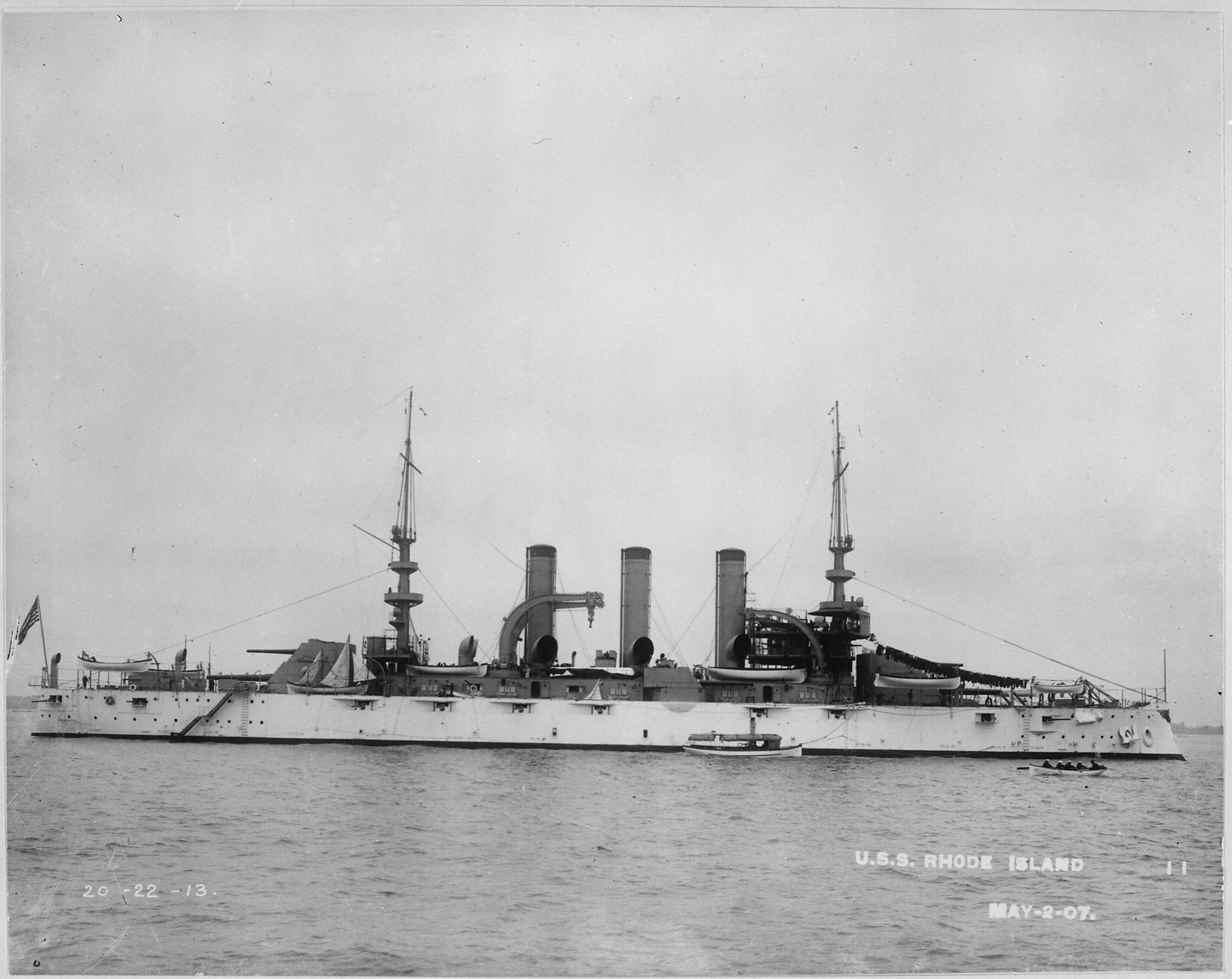
O Rhode Island em 1907

O Rhode Island teve sua quilha batida no Estaleiro Fore River em Massachusetts em 1º de maio de 1902 e foi lançado em 17 de maio de 1904, com pouco alarde devido a uma greve de trabalhadores no estaleiro. Após o lançamento, o navio ficou preso em um banco de lama onde permaneceu antes de ser rebocado dois dias depois. O navio foi concluído um ano depois e, em 19 de fevereiro de 1906, comissionado na frota. O navio realizou um extensivo cruzeiro e testes de mar antes de navegar para Hampton Roads, onde foi designado para a 2.ª Divisão do 1.º Esquadrão da Frota do Atlântico em 1º de janeiro de 1907. Ele deixou Hampton Roads em 9 de março de 1907, com destino à Baía de Guantánamo, Cuba. Lá, ele e o restante do 1.º Esquadrão realizaram manobras e treinamento de artilharia. Após a conclusão desses exercícios, ele retornou à costa leste dos Estados Unidos para um cruzeiro à baía de Cape Cod.
Em 8 de dezembro, o Rhode Island retornou a Hampton Roads, onde ele e outros quinze encouraçados realizaram uma revista naval no início do cruzeiro da Grande Frota Branca. Os encouraçados foram acompanhados por transportes e um esquadrão de torpedeiros. Em 16 de dezembro, o presidente Theodore Roosevelt revisou a frota antes de partir para a primeira etapa da viagem. O cruzeiro da Grande Frota Branca foi concebido como uma forma de demonstrar o poderio militar americano, particularmente para o Japão. As tensões começaram a aumentar entre os Estados Unidos e o Japão após a vitória deste último na Guerra Russo-Japonesa em 1905, particularmente sobre a oposição racista à imigração japonesa para os Estados Unidos. A imprensa de ambos os países começou a clamar pela guerra, e Roosevelt esperava usar a demonstração de poderio naval para deter a agressão japonesa. A frota navegou para o sul até o Caribe e depois para a América do Sul, fazendo escalas em Port of Spain, Rio de Janeiro, Punta Arenas e Valparaíso, entre outras cidades. Depois de chegar ao México em março de 1908, a frota passou três semanas praticando artilharia.
A frota então retomou sua viagem pela costa do Pacífico das Américas, parando em São Francisco e Seattle antes de cruzar o Pacífico para a Austrália, parando no Havaí no caminho. As paradas no Pacífico Sul incluem Melbourne, Sydney e Auckland. A frota então virou para o norte para as Filipinas, parando em Manila, antes de seguir para o Japão, onde uma cerimônia de boas-vindas foi realizada em Yokohama. Seguiram-se três semanas de exercícios na Baía de Subic, nas Filipinas, em novembro. Os navios passaram por Cingapura em 6 de dezembro e entraram no Oceano Índico; eles carvoaram em Colombo antes de prosseguir para o Canal de Suez e carvoar novamente em Porto Saíde, Egito. A frota fez escala em vários portos do Mediterrâneo antes de parar em Gibraltar, onde uma frota internacional de navios de guerra britânicos, russos, franceses e holandeses saudou os americanos. Os navios então cruzaram o Atlântico para retornar a Hampton Roads em 22 de fevereiro de 1909, tendo percorrido 86 542 quilômetros. Lá, eles realizaram uma revista naval para Theodore Roosevelt.

### 1909–1923
Após a revista, o Rhode Island partiu para Nova York para uma revisão no New York Navy Yard. Durante a reforma, em 8 de março, o navio foi designado para a 3.ª Divisão do 1.º Esquadrão da Frota do Atlântico. Depois de sair da doca seca, ele retomou sua rotina normal de manobras com o resto do esquadrão, prática de artilharia e cruzeiros de treinamento. Em fevereiro de 1910, ele foi enviado em um cruzeiro no Caribe. O navio foi transferido para a 4.ª Divisão do 1.º Esquadrão em 20 de outubro, e duas semanas depois ele e o resto do esquadrão realizaram uma revista naval em Boston para o presidente William Howard Taft em 2 de novembro. Os navios então cruzaram o Atlântico para visitar portos europeus; o Rhode Island foi para Gravesend. Durante o cruzeiro, a frota realizou treinamento de batalha e reconhecimento em larga escala. O Rhode Island e o restante dos navios cruzaram novamente o Atlântico e pararam na Baía de Guantánamo em 13 de janeiro de 1911.

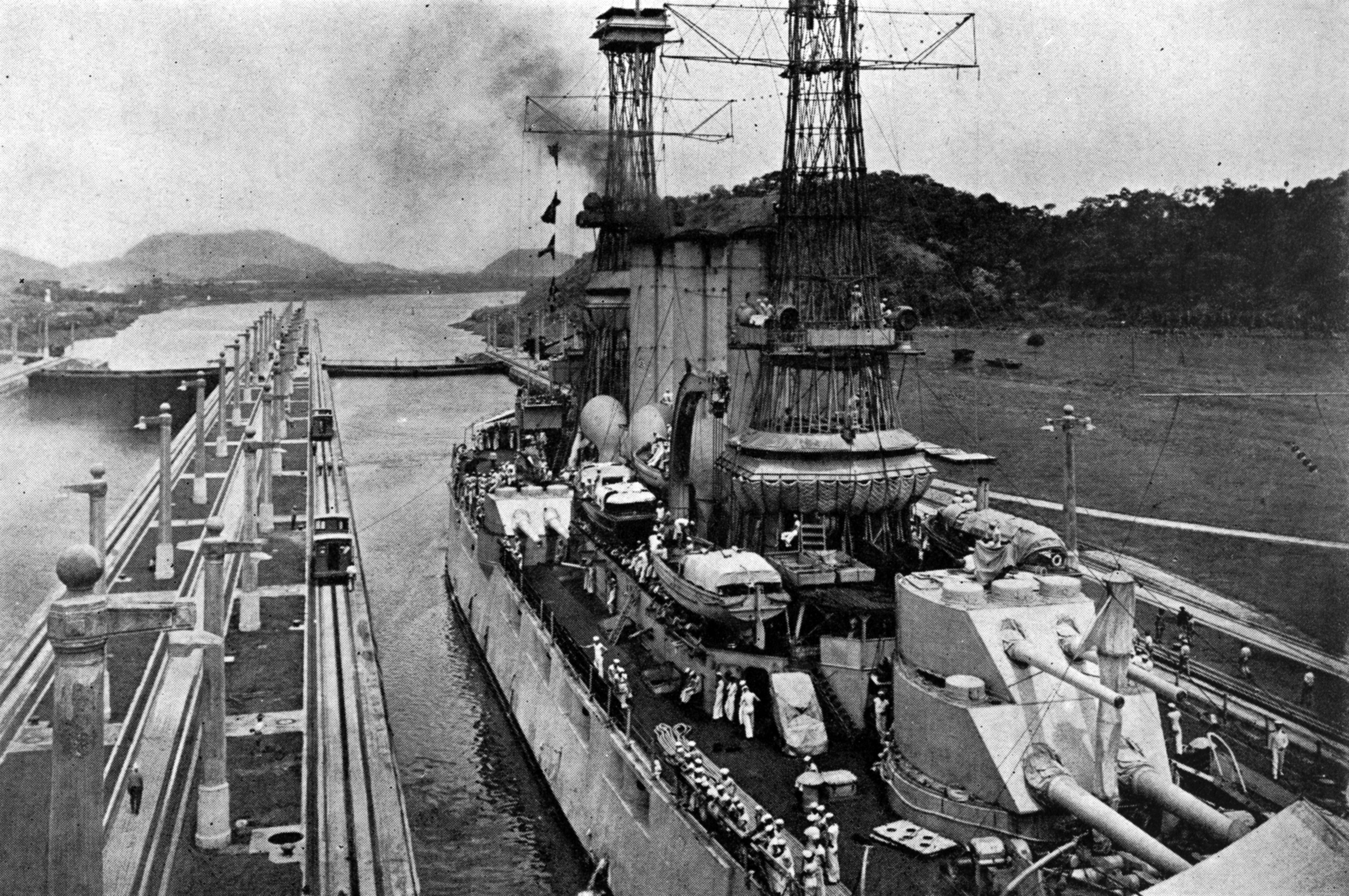
Rhode Island nas eclusas de Miraflores no Canal do Panamá

O navio então retomou sua rotina de tempos de paz, que durou os próximos três anos, pontuados apenas por um cruzeiro para Key West, Havana e Baía de Guantánamo em Cuba de junho a julho de 1912. Após seu retorno, ele foi transferido temporariamente como a nau capitânia da 3.ª Divisão em 17 de julho. Este dever durou pouco e, em 1º de agosto, o comandante da divisão transferiu sua bandeira para seu navio irmão, New Jersey. Em 28 de junho de 1913, o Rhode Island tornou-se novamente a nau capitânia da divisão, e essa passagem durou até 18 de janeiro de 1914. No final de 1913, a Marinha dos Estados Unidos começou a se envolver cada vez mais na Revolução Mexicana; no final de 1913, o Rhode Island cruzou Veracruz, Tampico e Tuxpan para, conforme a Marinha, proteger os cidadãos e propriedades americanas no país. Em fevereiro de 1914, o navio deixou a área e parou na Baía de Guantánamo por duas semanas antes de seguir para os Estados Unidos para retornar à sua rotina normal.
O navio fez dois cruzeiros para exibir a bandeira americana no Caribe, o primeiro de outubro de 1914 a março de 1915 e o segundo de janeiro a fevereiro de 1916. Nesse período, serviu como nau capitânia da 4.ª Divisão do 1.º Esquadrão, de 19 de dezembro de 1914 a 20 de janeiro de 1915. Em 15 de maio de 1916, ele foi reduzido à reserva no Boston Navy Yard e formalmente removido da frota do Atlântico no dia seguinte. De 24 de junho a 28 de setembro, ele serviu como a nau capitânia do Comandante-em-Chefe da Força de Reserva da Frota do Atlântico. O Rhode Island foi colocado de volta em serviço em 27 de março de 1917, quando as tensões com a Alemanha aumentaram dramaticamente como resultado da campanha de guerra submarina irrestrita que havia sido lançada no início do ano. Os Estados Unidos declararam guerra em 6 de abril e, em 3 de maio, o navio tornou-se a nau capitânia da 3.ª Divisão de Encouraçados da Frota do Atlântico. A tripulação do navio passou por um treinamento extensivo para colocar o navio em prontidão de combate antes de ser designado para patrulhas antissubmarino na Ilha de Tangier, Maryland. Ele estava baseado em Hampton Roads em 1918.
Em abril, o Rhode Island foi transferido para a 2.ª Divisão de Encouraçados e, em junho, ele conduziu testes de torpedos. No final da guerra, em novembro, o navio foi designado para o transporte de soldados americanos da França. A primeira viagem começou em 18 de dezembro; Rhode Island e Virginia navegaram para Brest, França, onde chegaram em 30 de dezembro. Os dois navios embarcaram 2.043 homens durante uma estada de três dias no porto. Ao longo de mais quatro viagens, a última das quais terminou em 4 de julho de 1919, ele carregou mais de 5 mil homens para Boston. Em 17 de julho, ele foi designado como a nau capitânia do 1.° Esquadrão de encouraçados da Frota do Pacífico. Ele deixou Boston cinco dias depois e navegou até Balboa, na entrada do Canal do Panamá. Depois de transitar pelo canal, o Rhode Island navegou para o norte, para Mare Island Navy Yard, onde permaneceu até 1920. Em 30 de junho, ele foi desativado e colocado na reserva. De acordo com os termos do Tratado Naval de Washington de 1922, o Rhode Island foi vendido como sucata em 1º de novembro de 1923 e desmembrado. O sino do navio é preservado em exibição no Capitólio Estadual de Rhode Island.